# Bacterioclorofilă
Bacterioclorofilele sunt o clasă de pigmenți fotosintetizatori care se găsesc la diferite specii de bacterii fototrofe. Au fost descoperite de C. B. van Niel în 1932. Sunt similare din punct de vedere structural cu clorofilele, care sunt principalii pigmenți fotosintetizatori din plante, alge și cianobacterii. Organismele care conțin bacterioclorofile fac fotosinteză pentru producerea de molecule ca necesar energetic, dar nu produc oxigen ca produs secundar al reacției. De asemenea, acești pigmenți permit utilizarea luminii cu lungimi de undă diferite față de cea captată de plante sau cianobacterii. Prin înlocuirea ionului Mg2+ cu proton se obține  bacteriofeofitina.

## Clasificare
| Pigment | Taxoni | maxim de absorbție IR in vivo (nm) |
| ------- | --- | ---------------------------------- |
| BChl a  | Bacterii purpurii , Heliobacteria, Bacterii sulfuroase verzi, Chloroflexota, Chloracidobacterium thermophilum       | 805, 830–890                       |
| BChl b  | Bacterii purpurii                                                                                                   | 835–850, 1020–1040                 |
| BChl c  | Bacterii sulfuroase verzi, Chloroflexota, C. thermophilum                                                           | 745–755                            |
| BChl d  | Bacterii sulfuroase verzi                                                                                           | 705–740                            |
| BChl e  | Bacterii sulfuroase verzi                                                                                           | 719–726                            |
| BChl f  | (Descoperit ca urmare a mutației genei de sinteză a BChl e prin analogie cu BChl c/d. Nu este favorabilă evolutiv.) | 700–710                            |
| BChl g  | Heliobacteria | 670, 788                           |

Structura chimică a principalelor bacterioclorofile
Bacterioclorofila a
Bacterioclorofila b
Bacterioclorofila c
Bacterioclorofila d
Bacterioclorofila e
Bacterioclorofila f
Bacterioclorofila g